# Lectura en frío

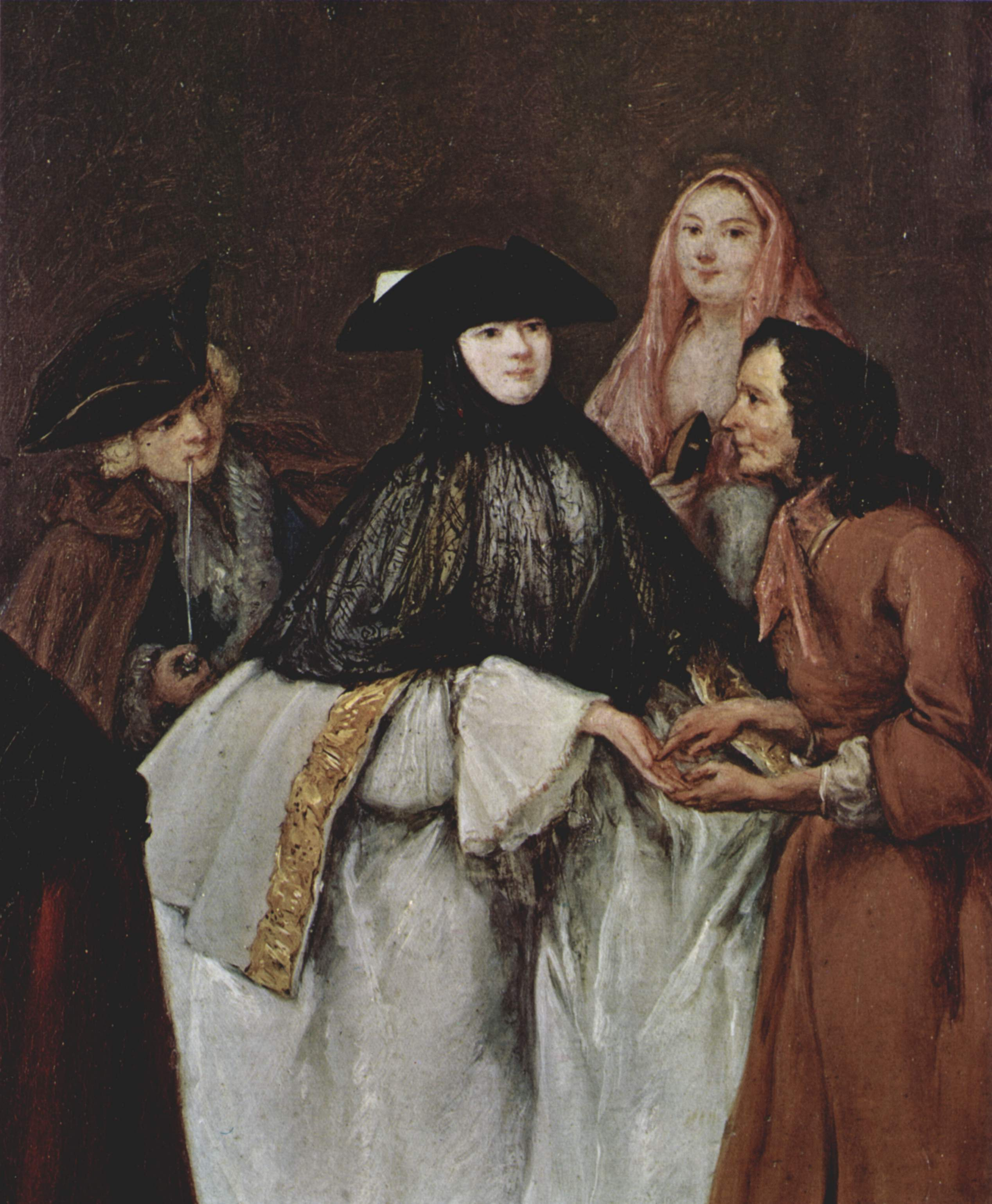
La quiromancia permite observar expresiones faciales de la víctima (mientras esta se distrae con la palma de su mano) e ir calibrando lo que se dice.

Se conoce con el nombre genérico de lectura en frío a diversas técnicas empleadas para que un sujeto convenza a otros de que sabe mucho más acerca de alguien de lo que sabe realmente.
Dicha práctica es usada frecuentemente por magos de escenario como parte de sus espectáculos.
Se ha señalado que es empleada a su vez por adivinadores, quiromantes, tarotistas y videntes, entre otros, como medio para obtener información que es atribuida por estos a la posesión de supuestos poderes psíquicos o paranormales.
Aun sin que cuente con conocimiento inicial alguno acerca de una persona, un «lector en frío» experimentado puede conseguir rápidamente una gran cantidad de información acerca de algún sujeto mediante el análisis y la observación meticulosa de su lenguaje corporal, forma de hablar, vestimenta, apariencia, sexo, edad, religión, origen étnico o nivel educativo.
A medida que va «leyendo», el adivinador puede calibrar sus juicios según las reacciones corporales inconscientes que emite el sujeto, tras escuchar aciertos y desaciertos. Por ejemplo: «Usted tiene un problema amoroso... [El adivinador nota un gesto de molestia del sujeto]. No... es algo más grave... [El adivinador nota un gesto expectante en el sujeto]. Sí, grave... A ver... ¿Es una enfermedad o...?». Y así lanzará una lista de problemas comunes hasta ver, según la lectura facial, un gesto de acierto o que el mismo sujeto le indique sin percatarse.

## Descripción del procedimiento

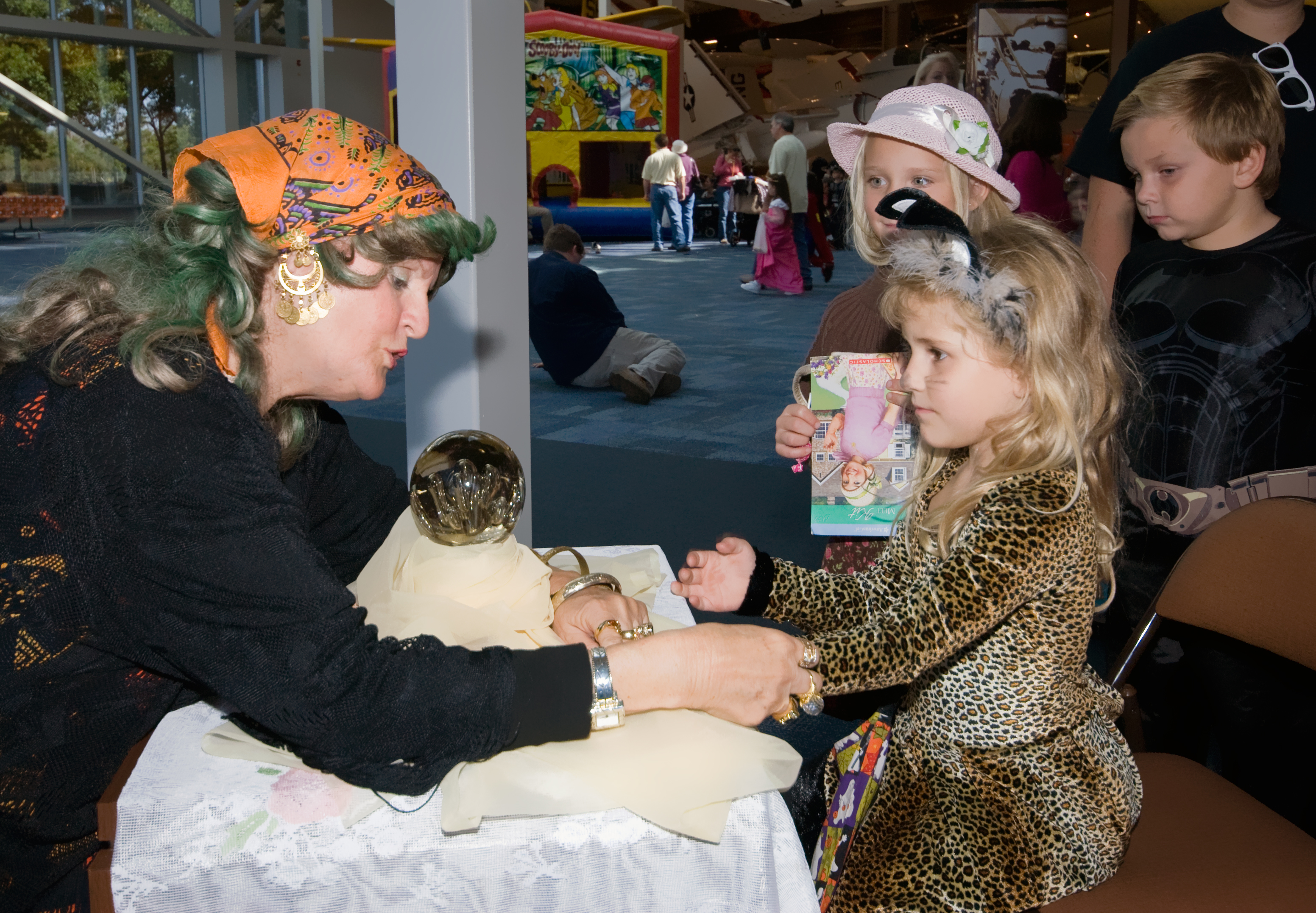
"Gitana" de feria con su bola de cristal.

Lo primero es hacer una observación minuciosa del individuo. Su forma de vestir, sus adornos, la seguridad al actuar, la calidad de sus ropas, las maneras de hablar y el léxico que utiliza. Incluso observando sus manos, algunos «videntes» pueden acertar el tipo de trabajo que realiza.
Previo al inicio de la lectura en sí, el lector con frecuencia intenta conseguir cooperación de quien será sujeto a ese procedimiento, enunciando frases vagas e imprecisas.
Uno de los elementos cruciales es que el sujeto sea crédulo y esté ansioso por encontrar conexiones o reinterpretar afirmaciones vagas, de manera que ayuden a que parezca que el vidente está haciendo predicciones específicas. Puesto que la mayoría de las afirmaciones se hacen en forma positiva es fácil que la persona, al sentirse halagada, coopere y proporcione datos que luego el adivinador da como suyos, dando la impresión que el adivinador los sabía. Por ejemplo: «Usted es una persona que quiere mucho a su familia, es muy esforzada y muy preocupada por los suyos», etc.).
Cuando la víctima hace un comentario el lector puede repetirla parafraseándolo, lo que da la impresión de que siempre lo había sabido. Ejemplo:
―¿Su padre le dio un regalo cuando niño?
―Sí, un trencito.
―¡Ah! Verdad que era un trencito, claro... uno que todos disfrutaban en familia, ¿cierto? ¿Y qué es lo que más le gustaba del trencito? (Aquí la víctima seguirá respondiendo naturalmente dando nuevas pistas al lector en frío).
Con este tipo de técnicas, la información es proporcionada por el sujeto sobre el que se practica la lectura, aunque parezca que quien la proporciona es el lector en frío.

## Otras técnicas de lectura en frío
El libro más completo acerca de la puesta en práctica de diversas variantes de la lectura en frío es The full facts book of cold reading (‘el libro con los hechos completos de la lectura en frío’), del mago estadounidense Ian Rowland (1961-).
En dicha obra el autor examina más de veinte técnicas diferentes, tales como «The rainbow ruse», «Fine flattery» (halagos delicados) y «Barnum statements» (declaraciones tipo Barnum).

### Shotgunning(disparo a la bandada)
El shotgunning es una técnica de lectura en frío de uso común, utilizada por los psíquicos televisivos y médiums espirituales. Edgar Cayce, Sylvia Browne, James Van Praagh, Colin Fry, Theresa Caputo y John Edward, entre otros, han sido acusados por expertos y escépticos de utilizar esta técnica en sus locales y en programas de televisión. El lector psíquico rápidamente ofrece una gran cantidad de información muy general, a menudo a una audiencia entera (por lo que para alguno de los espectadores es muy probable que sea correcta, cercana a la correcta o por lo menos, provocadora o evocadora), observa en su público las reacciones (especialmente su lenguaje corporal), y luego reduce el ámbito de aplicación, reconociendo los conceptos en personas particulares, y de acuerdo a las reacciones se puede ir refinando las declaraciones originales para promover una respuesta emocional.
Esta técnica se denomina así por el nombre de un arma (como la escopeta), que dispara una perdigonada de proyectiles pequeños con la esperanza de que uno o más de los disparos pegue en el blanco. La mayoría de las personas, en algún momento, por ejemplo, han perdido a un familiar mayor o han conocido alguien con un nombre común, como Miguel o Juan.
El shotgunning podría incluir una serie de afirmaciones vagas, tales como:
- «Yo veo un problema del corazón con una figura paterna en su familia, un padre, un abuelo, un tío, un primo... estoy definitivamente viendo un dolor en el pecho aquí, en una figura paterna en su familia».
- «Yo veo una mujer que no es tu pariente. Alguien cerca cuando estabas creciendo: una tía, una amiga de su madre, madrastra... Veo una oscuridad en su pecho, cáncer de pulmón, una enfermedad cardíaca, cáncer de mama...».
- «Tengo la sensación de una figura de hombre mayor en tu vida, que quiere que sepas que si bien pueden haber tenido desacuerdos, aún te amaba».
- «Encontrarás poco satisfactoria tu actual línea de trabajo».
- «Hay alguien cercano que te hace sufrir o te preocupa».

### El efecto Forer o declaraciones tipo Barnum

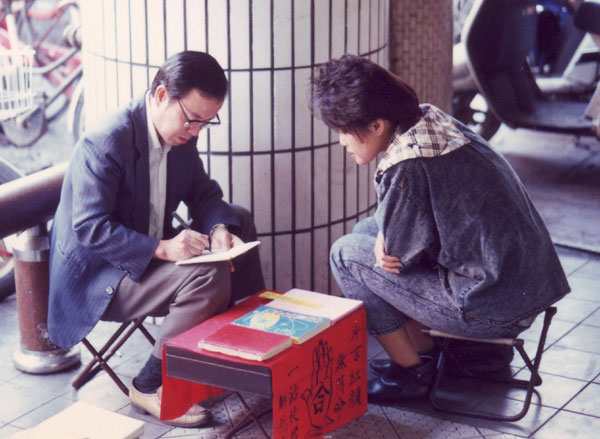
Adivinador callejero con un cliente en Taichung (Taiwán).

Las declaraciones Barnum (en referencia a P. T. Barnum, empresario estadounidense) es otra posible técnica. Consiste en hacer declaraciones que parecen personalizadas pero, sin embargo, se aplican a mucha gente. Y aunque en principio parecen específicas, tales declaraciones dan al lector la máxima cantidad de opciones posibles para «escabullirse» durante una lectura. Están diseñadas para obtener la identificación de las respuestas de la gente. Las declaraciones a continuación, pueden llegar a convertirse en párrafos cada vez más sofisticados y parecen mostrar gran cantidad de detalles acerca de una persona. El efecto se basa en parte en el afán de la gente para completar los detalles y hacer conexiones entre lo que se dice y algunos aspectos de su propia vida (a menudo buscando en la historia de su vida para encontrar alguna conexión, o reinterpretando la frase de diferentes formas posibles, a fin de que se apliquen a sí mismo). Un lector talentoso y carismático puede a veces incluso intimidar a un sujeto para admitir una conexión, exigiendo una y otra vez que reconozca una afirmación particular en algo que tenga cierta importancia manteniendo que simplemente no está pensando lo suficiente, o alegando la represión de un recuerdo importante.
Las declaraciones de este tipo podrían ser:
- «Siento que usted a veces es un tanto insegura, especialmente ante personas que usted no conoce bien».
- «En su casa hay una caja con fotos viejas, sin clasificar».
- «Cuando usted era niño tuvo un accidente que tuvo que ver con el agua».
- «Está teniendo algún problema con un amigo, o un pariente».
- «Cuando era niño su padre le trajo una vez un regalo que le gustó mucho...»
- «Su padre falleció debido a problemas en el pecho..., o en el abdomen». (Si el sujeto es lo suficientemente adulto, es más probable que su padre haya muerto ―no importa si hace una semana o 20 años atrás―, y esta afirmación puede aplicarse correctamente a muchísimas enfermedades como neumonía, diabetes, muchos tipos de cáncer, cardiopatías de todo tipo; o sea, a una gran variedad de causas de muerte).

### Truco del arcoíris
El ardid del arcoíris es una declaración elaborada que a la vez otorga a alguien un rasgo de personalidad específico, así como el opuesto de ese rasgo. Con esa frase, un lector en frío puede abarcar todas las posibilidades y parece que han hecho una deducción exacta en la mente del sujeto, a pesar de que una frase del truco del arcoíris es vaga y contradictoria. Es una técnica muy común en las lecturas del tarot y psíquica, especialmente porque los rasgos de personalidad no son cuantificables, y también porque casi todo el mundo ha experimentado los dos lados de una emoción particular, en algún momento de sus vidas.
Las declaraciones de este tipo podrían ser:
- «La mayor parte del tiempo eres positiva y alegre, pero hace un tiempo estuviste extremadamente angustiada».
- «Usted es una persona muy amable y considerada, pero cuando siente que han traicionado su confianza, usted siente una rabia irrefrenable».
- «Yo podría decir que pareces tranquilo y hasta tímido, pero cuando te abres, podrías ser el centro de atención».
- «Usted es una persona absolutamente fiel cuando ama con intensidad a su pareja».

Un lector en frío puede elegir entre una variedad de rasgos de personalidad, pensar en su opuesto, y luego se unen los dos juntos en una frase, vagamente vinculados por factores como el estado de ánimo, el tiempo, o potencial.

### Halagos
Cualquier redacción en positivo, describiendo virtudes de la persona siempre tendrá mejor aceptación y autoconfirmación, que si tiene cualquier crítica negativa.
- Usted es una persona con mucho talento, capacidad de innovación y un espíritu creativo. Destaca en el optimismo, la capacidad de comunicación y la fortaleza. Son muy buenos trabajadores
- Usted tiene un gran sentido práctico y la habilidad para todo lo detallista, minucioso y rutinario. Dispone de mucha facilidad para adaptarse a distintas situaciones, lugares y personas.
- Usted en cambio dispone de un gran sentido de la armonía, el arte y la belleza. Se caracteriza por su sociabilidad, carisma y magnetismo personal. La gente se percata de su espíritu de lucha y lo visionario que puede llegar a ser.

#### Lectura en tibio
La lectura en tibio es una herramienta utilizada en el desempeño profesional de mentalistas, psíquicos y artistas de la estafa. Mientras que la lectura en caliente es el uso de conocimiento previo y la lectura en frío es el uso de las presunciones generales comunes a la experiencia humana,  la lectura en tibio se refiere al uso juicioso del efecto Barnum (también conocido como el efecto Forer).
Peter Huston originó esta frase en su libro Más estafas desde el más allá: Cómo hacer aún más dinero fuera del creacionismo, evolución, la ecología, la política Fringe, Weird Science, el ocultismo, y otras creencias extrañas.
Cuando estos trucos psicológicos se utilizan correctamente, dan la impresión de que el mentalista, o artista de la estafa, es intuitivamente perceptivo y dotado psíquicamente. En realidad, las declaraciones pueden adaptarse a casi toda la humanidad, independientemente de su sexo, opiniones personales, edad, época, cultura o nacionalidad.
El siguiente pasaje de lectura caliente proviene del  Diccionario del Escéptico de Robert T. Carroll:
lectura caliente se utiliza a veces para referirse a "la utilización de los principios conocidos de la psicología que se aplican a casi todo el mundo", mientras se está haciendo una lectura psíquica. Michael Shermer utiliza la expresión de esta manera señalando como ejemplo que muchas personas afligidas llevarán una pieza de joyería que tiene una conexión con su ser querido fallecido. Si se hace una lectura que pueda asustar a un cliente, se podrá realizar la conexión y plantear el mensaje como una señal de que nos hemos puesto en contacto con el otro lado.

## Lectura en frío inconsciente
Las personas que son naturalmente buenos en observaciones personales, sin darse cuenta pueden realizar lecturas de personas sobre la base de la lectura en frío, sin un intento deliberado de engaño.
La profesional Karla McLaren dijo: «Yo no entendía que había usado una forma de lectura en frío ¡en mi propio trabajo! Nunca me enseñaron la lectura en frío y nunca tuve la intención de defraudar a nadie, yo simplemente recogí la técnica a través de la ósmosis cultural». McLaren ha señalado que desde siempre fue muy perspicaz y fácilmente podía entender muchos de los temas de sus «leídos» en sesiones con ellos. Con el fin de reducir la inusual apariencia de «experta» que podría haber creado una diferencia de poder, ella presentaba sus observaciones en forma de preguntas en lugar de hechos.
Después de que una persona haya hecho cientos de lecturas, sus habilidades pueden mejorar hasta el punto en que puede empezar a creer que puede leer las mentes, preguntándose si su éxito se debe a la psicología, la intuición o a una habilidad psíquica.
Esta forma de pensamiento es conocida por los escépticos de lo paranormal como la «tentación trascendental».
El historiador de la magia e investigador del ocultismo Milbourne Christopher ha avisado que la tentación trascendental puede llevar a la persona inconscientemente a una fe en lo oculto y a un deterioro de la capacidad de raciocinio.

## Magos de escenario, psíquicos, y lectura en frío
Actores como
Mark Edward, Lynne Kelly, Kari Coleman,
Ian Rowland y Derren Brown han trabajado como presuntos psíquicos, ofreciendo tanto sesiones privadas de adivinación del futuro o foros abiertos para «hablar con los muertos», al estilo del autoproclamado médium John Edward, y su contraparte del Reino Unido, Colin Fry.
Solo después de haber recibido la ovación y el aplauso de los espectadores, dichos intérpretes desvelaron que para realizar su espectáculo no habían necesitado poder sobrenatural alguno, sino solo de algunos conocimientos de psicología y de lectura en frío.
Por su parte, muchos psíquicos famosos ―como Sylvia Browne, por ejemplo― afirman que sus habilidades se deben a fuentes paranormales o a la intuición, negando el empleo por su parte de las técnicas de lectura en frío.
En un episodio de su serie Trick of the mind, transmitido en marzo de 2006, Derren Brown demostró la facilidad con la que la gente puede ser influenciada por las referidas técnicas de lectura en frío, al repetir el experimento Forer (realizado originalmente en 1948 por el psicólogo Bertram R. Forer).